# ポール・スモレンスキー
ポール・スモレンスキー（Paul Smolensky、1955年5月5日 - ）はアメリカ合衆国の言語学者・認知科学者。1981年に、数理物理学で博士号を取得（インディアナ大学）。現在ジョンズ・ホプキンス大学教授。
調和(harmony)の概念に基づく言語理論を研究し、1993年にアラン・プリンスとともに最適性理論を発表。最適性理論は、音韻論を中心として、理論言語学に大きな影響を与える。認知科学としての言語学や、計算理論などで重要な研究を続けている。ニューラルネットワークと言語理論の親和性に関する講演なども行っている。最大エントロピー法を人間認知のモデリングの枠組みとして導入した研究でも知られている。